# Lydia Aholo Dominis
Lydia Aholo Dominis, connue aussi sous le nom de Lydia Aholo, née le 6 février 1878 à Honolulu (Hawaï) et morte le 7 juillet 1979 à Oahu (Hawaï), est une princesse royale hawaïenne et un membre officiel de la maison royale, en tant que fille aînée de la reine Liliʻuokalani et du prince John Owen Dominis.

## Biographie
Lydia Aholo est née le 6 février 1878 à Honolulu. Fille aînée de la princesse Lydia Liliʻuokalani, sœur et héritière du roi d'Hawaï Kalākaua, et de son époux John Owen Dominis, elle fut nommée Lydia Kaʻonohiponiponiokalani Aholo Dominis, à sa naissance par sa mère. Par la suite, Lydia eu deux frères : Joseph Kaiponohea et John Aimoku. Elle a grandi dans la famille royale avec sa mère et ses frères. Elle a fréquenté le séminaire féminin Kawaiaha'o et a obtenu son diplôme de l'école royale Kamehameha pour filles en 1897. Elle a également fréquenté l'Oberlin College, où elle a étudié la musique. Après la chute de la monarchie, à l'âge adulte, Aholo est devenue une confidente intime de sa mère.
Elle a travaillé avec la directrice Ida May Pope à l'école Kamehameha et a enseigné la langue hawaïenne jusqu'à sa retraite à l'âge de 75 ans. Elle a refuser de se marier et d'avoir des enfants, tout en restant dévouée à sa famille élargie.
En 1969, Helen G. Allen a interviewé la princesse à l'hôpital Maunalani de Kaimuki. Allen utiliserait les cassettes des interviews pour écrire son livre de 1982 The Betrayal of Liliuokalani. Certaines parties des bandes ont été redécouvertes en 2008 par l'historienne Sandra Bonura. Lydia Aholo est décédé le 7 juillet 1979, à l'âge de 101 ans, et fut enterrée au parc commémoratif de Nuʻuanu.